# رولربال (فیلم ۱۹۷۵)
رولربال (به انگلیسی: Rollerball) فیلمی محصول سال ۱۹۷۵ و به کارگردانی نورمن جویسون است. در این فیلم بازیگرانی همچون جیمز کان، جان هاوسمن، مائود آدامز، جان بک، موزز گان، رالف ریچاردسون، پاملا هنسلی، شین ریمر، بارت کووک و ریچارد لپارمنتیر ایفای نقش کرده‌اند.
فیلم رولربال محصول ۲۰۰۲ بازسازی همین فیلم می‌باشد.